# قصه‌های جزیره
قصه‌های جزیره با نام اصلی جاده‌ای به اَونلی (به انگلیسی: Road to Avonlea) محصول سال ۱۹۹۰ تا ۱۹۹۶، یک سریال کانادایی است که نامزد شانزده جایزهٔ امی و برندهٔ چهارتای آن است.
«جاده‌ای به‌سوی اَونلی» (در ایران با عنوان «قصه‌های جزیره») در قالب ۹۰ قسمت ۴۵ دقیقه‌ای، محصول کشور کانادا (با همکاری شرکت دیزنی) است و ساخت آن از سال ۱۹۸۹ آغاز شد و هفت سال به طول انجامید. پخش «قصه‌های جزیره» در سال ۱۹۹۰ برای نخستین‌بار در کانادا و آمریکا آغاز شد و دو و نیم میلیون بیننده را به سمت خود جلب کرد. «قصه‌های جزیره» را می‌توان موفق‌ترین سریال کانادایی نامید که به مدت هفت سال از شبکهٔ سی‌بی‌سی پخش شد. موفقیت کم‌نظیر این مجموعهٔ تلویزیونی سبب شد که پس از پایان پخش آن در داخل کانادا، به ۱۴۰ کشور جهان فروخته شود.
فیلمنامهٔ «قصه‌های جزیره» بر اساس اقتباسی آزاد از شخصیت‌ها و داستان‌های کتابی به قلم لوسی ماد مونتگومری -نویسندهٔ مشهور کانادایی که پیش از این سریال «آن از گرین‌گیبلز» براساس کتاب دیگری از او ساخته شد- و یک اسپین آف از مینی سریال آن از گرین گیبلز به نگارش درآورده‌اند.
اگرچه داستان «قصه‌های جزیره» در جزیرهٔ پرنس ادوارد می‌گذرد؛ اما سریال در آکسبریج، انتاریو، روستای تاریخی وست‌فیلد و محلهٔ فلمبورو در همیلتون فیلمبرداری شد.
داستان این سریال که در یک شهر خیالی ساحلی کوچک به نام اَونلی در جزیرهٔ پرنس ادوارد و در اوایل قرن بیستم (۱۹۱۲ – ۱۹۰۳) می‌گذرد، دربارهٔ دختری ثروتمند به نام سارا استنلی (با بازی سارا پالی) است که توسط پدرش به جزیرهٔ پرنس ادوارد و نزد خاله‌هایش (هتی و اُلیویا کینگ) فرستاده می‌شود تا در کنار خانوادهٔ مادر مرحومش زندگی کند. سریال روی فعل و انفعالات پیرامون مواجههٔ سارا با خویشاوندان تازه‌یافته‌اش (الک، جنت، فلیسیتی و فلیکس کینگ) متمرکز می‌شود و داستان‌هایی دربارهٔ خانوادهٔ کینگ را بازگو می‌کند. بعدها قسمت‌هایی از سریال بیشتر به آن دسته از ساکنان اَونلی می‌پردازد که با خانوادهٔ کینگ در ارتباط هستند و سرانجام سارا پالی از جریان داستان حذف می‌شود و فقط چند بار به عنوان بازیگر میهمان در سریال حضور پیدا می‌کند.
ساختار سریال «قصه‌های جزیره» و پی‌رنگ اپیزودها مبتنی بر روابط بچه‌ها با یکدیگر و ورود تدریجی‌شان به دنیای بزرگسالان و زندگی اجتماعی استوار است. کوین سالیوان در مقام طراح و تهیه‌کننده، تمامی فراز و فرودهای جامعه‌ای کوچک در این جزیرهٔ زیبا را به شکل حرفه‌ای در بطن «قصه‌های جزیره» روایت کرده‌است که به ویژه در پروراندن شخصیت‌های داستان رویکرد باورپذیری داشته‌است. می‌توان گفت شخصیت‌پردازی قوی، برجسته‌ترین ویژگی سریال «قصه‌های جزیره» است. سالیوان قصد نداشت تا از طریق جایگزینی شخصیت‌های جوان‌تر به‌جای بازیگرانی که پس از هفت سال بزرگ شده بودند، سریال «قصه‌های جزیره» را ادامه دهد؛ بنابراین آخرین اپیزود این سریال قصه‌ای در تابستان ۱۹۱۲ را به تصویر کشید و در زمان کوتاهی، وقوع جنگ جهانی اول، آرامش شهر کوچک و ساکت اَونلی را برگشت‌ناپذیر جلوه داد.
در سال ۱۹۹۸ فیلم تلویزیونی به نام «کریسمس اونلی» به عنوان دنباله‌ای از سریال «قصه‌های جزیره» ساخته شد و داستان آن در مورد خانوادهٔ کینگ است که همزمان با شدت گرفتن جنگ جهانی اول در اروپا، خود را برای جشن کریسمس آماده می‌کنند.

## چکیده داستان
داستان در مورد دختری شهری به‌نام سارا استنلی (با بازی سارا پالی) است که به این دهکده نقل مکان کرده تا با بستگان مادرِ فوت شده‌اش زندگی کند.

## شخصیت‌ها
- شخصیت‌های اصلی:
- سارا استنلی (سارا پالی): دختر ۱۱ سالهٔ ماجراجویی که به زندگی مرفه در مونترال عادت کرده، یادمی‌گیرد که خودش را با زندگی ساده‌تر در آونلی وفق دهد. سارا توسط پدر ثروتمندش به جزیرهٔ پرنس ادوارد فرستاده می‌شود تا در کنار خانوادهٔ مادر مرحومش زندگی کند. وقتی که او به آونلی می‌رسد، با خاله‌های مجردش، هتی و اُلیویا، زندگی می‌کند و کم‌کم با شرایط جدید خو می‌گیرد. این دختر خلاق و مهربان بارها مقابل خاله سنتی‌اش می‌ایستد و او را به پذیرش خواسته‌هایش وادار می‌کند. بعدها سارا برای تحصیل در فرانسه، با دایه‌اش به اروپا سفر می‌کند. دوبلهٔ این نقش را مریم شیرزاد انجام داده‌است.
- هتی کینگ (جکی باروز): معلم معقول، جدی و میانسال مدرسهٔ آونلی است. او به همراه خواهرش، اُلیویا، و خواهرزاده‌اش، سارا، در مزرعهٔ گل سرخ زندگی می‌کند. هتی معلمی سخت‌گیر و زنی از خود راضی، خودرأی، یک دنده و بسیار لجباز است. او هیچ خانواده‌ای را در جزیره بالاتر خانوادهٔ کینگ نمی‌بیند و برای همه تعیین تکلیف می‌کند. اما با وجود زبان تیز، ظاهر خشن و افکار مستبدانه، قلب رئوف و مهربانی دارد. وقتی که سارا با دایه‌اش در اروپاست، هتی سرپرستی دیوی و دورا، دوقلوهای تحت تکفل دوستش، راشل لیند، را قبول می‌کند. دوبلهٔ این نقش را در ابتدا ناهید شعشعانی و سپس رفعت هاشم‌پور انجام داده‌است.
- اُلیویا کینگ دِیل (مگ رافمن): خالهٔ مهربان‌تر و جوان‌تر سارا که از طریق خبرنگاری قصد دارد خود را در جامعه مطرح کند. اُلیویا نسبت به خواهر خشک و جدی‌اش، هتی که معمولاً خود را بالاتر از دیگران می‌پندارد، از نگاه دلسوزانه و معتدلی برخوردار است. او بعداً با جاسپر دیل ازدواج می‌کند و مزرعهٔ گل سرخ را ترک می‌کند. اُلیویا پیش از ازدواج، به عنوان گزارشگر برای روزنامهٔ محلی کار می‌کرد. در جریان همین کار است که اُلیویا و جاسپر دیل به هم نزدیک می‌شوند، چرا که جاسپر عکاس مطالب اُلیویا است. جاسپر و اولیویا صاحب یک بچه به نام مونتگومری هم می‌شوند. دوبلهٔ این نقش را مینو غزنوی انجام داده‌است.
- فلیکس کینگ (زکری بنت): پسر ۱۰ سالهٔ الک و جنت. او بچهٔ بازیگوشی است که اغلب به دردسر می‌افتد. فلیکس با ایزی، دختر معلم تازه بیوه شده، آقای پتیبورن، دوستی صمیمانه‌ای برقرار می‌کند و در آینده دوستی آنان به رابطه‌ای عاشقانه منجر می‌شود. بعدها فلیکس به نیروی دریایی ملحق می‌شود. دوبلهٔ این نقش را در مقطع کودکی شوکت حجت و در مقطع جوانی افشین زی‌نوری انجام داده‌اند.
- فلیسیتی کینگ (جما زامپرونیا): دختر ۱۳ سالهٔ الک و جنت. او دختری باهوش، مغرور، ازخودراضی، استقلال طلب و مسئولیت‌پذیر است. او اغلب وظایفش را به عنوان دختر بزرگ خانواده انجام می‌دهد و خود را برتر از خواهر و برادر و دخترعمه‌اش، سارا، احساس می‌کند. او چند بار تصمیم به ازدواج می‌گیرد اما در نهایت با گاس پایک، در حالی که بر اثر یک اتفاق نابینا شده، پیمان ازدواج می‌بندد. فلیسیتی می‌خواهد دکتر شود ولی در انتها پرورشگاه آونلی را راه می‌اندازد. دوبلهٔ این نقش را مهوش افشاری انجام داده‌است.
- الک کینگ (سدریک اسمیت): الک برادر هتی و اُلیویا و دایی سارا است. او کشاورز و مزرعه‌داری شریف و آرام است و با خانواده‌اش در همسایگی مزرعهٔ گل سرخ در مزرعهٔ کینگ زندگی می‌کنند. دوبلهٔ این نقش را همت مومی‌وند انجام داده‌است.
- جنت کینگ (لالی کادو): همسر مهربان و غمخوار الک و مادر فلیسیتی، فلیکس، سیسیلی و دانیل. او زنی خانه‌دار و کدبانویی تمام‌عیار است. جنت عاشق همسر و فرزندانش است و همواره سعی می‌کند تا آرامش در خانه برقرار باشد. دوبلهٔ این نقش را مریم صفی‌خانی انجام داده‌است.
- شخصیت‌های مکمل:
- گاس پایک (مایکل ماهونن): جوان خانه‌به‌دوشی که به مرور احترام و توجه اهالی شهر را جلب می‌کند. گاس، ملوان نیز هست. او عاشق فلیسیتی کینگ می‌شود اما مدتی آونلی را ترک می‌کند تا سرنخی از مادرش پیدا کند. پس از وقوع یک گردباد بزرگ، همه تصور می‌کنند که گاس مرده‌است اما فلیسیتی و عمه‌اش، هتی، او را در ساحل شرقی آمریکا می‌یابند. گاس نابینا شده و فلیسیتی و هتی او را برای عمل جراحی به کانادا می‌آورند تا بینایی‌اش را باز یابد. پس از انجام جراحی، گاس و فلیسیتی با هم ازدواج می‌کنند. دوبلهٔ این نقش را امیرمحمد صمصامی انجام داده‌است.
- جاسپر دِیل (آر.اچ. تامسون): جاسپر عکاس و مخترعی خجالتی، گوشه‌گیر و دست و پا چلفتی است که لکنت هم دارد. او با اُلیویا ازدواج می‌کند و کارخانهٔ کنسروسازی خرچنگ را در جزیره راه می‌اندازد. دوبلهٔ این نقش را علیرضا باشکندی انجام داده‌است.
- کلایو پتی‌بون (دیوید فاکس): معلم جدید مدرسهٔ آونلی و پدر آرتور، مورگان و ایزی. او به همراه فرزندانش به جزیره نقل مکان می‌کند. او سرهنگ سابق ارتش بوده و نسبت به رعایت نظم و انضباط بسیار سختگیر است. او بعدها با موریِل استیسی ازدواج می‌کند. دوبلهٔ این نقش را شهروز ملک‌آرایی انجام داده‌است.
- ایزی پتی‌بون (هدر براون): کوچکترین فرزند و تنها دختر کلایو. او با فلیکس کینگ دوست می‌شود و این دوستی سرانجام به رابطه‌ای عاشقانه تبدیل می‌شود. ایزی در کودکی می‌خواست مانند پدرش باشد و آرزو می‌کرد اولین ژنرال زن در ارتش انگلستان باشد. دوبلهٔ این نقش را اعظم‌السادات دلبری انجام داده‌است.
- آرتور پتی‌بون (زکری انسلی): بزرگترین فرزند کلایو. او به‌خاطر مرگ مادرش، از پدرش دلخور است؛ اما پس از نقل مکان خانواده به آونلی، روابط آن‌ها به تدریج بهبود می‌یابد. او در رشتهٔ دامپزشکی تحصیل کرده‌است. دوبلهٔ این نقش را کیکاووس یاکیده انجام داده‌است.
- عمه الیزا وارد (کی ترمبلی): عمهٔ پیر و سالخوردهٔ جنت و ابیگیل است که به مزرعهٔ کینگ نقل مکان می‌کند. دوبلهٔ این نقش را مهین بزرگی انجام داده‌است.
- سیمون تریمین (ایان دی. کلارک): مدیر هتل شن‌های سفید. دوبلهٔ این نقش را محمد عبادی انجام داده‌است.
- پی‌یر لاپی‌یر (آلبرت میلر): سرآشپز فرانسوی هتل شن‌های سفید. دوبلهٔ این نقش را سیاوش مینویی انجام داده‌است.
- سیسیلی کینگ (هارمونی کرامپ / مالی اتکینسون): دختر کوچک الک و جنت. سیسیلی به سل مبتلا می‌شود و به آسایشگاهی در ایالات متحده می‌رود. او بیش از برادرش، فلیکس، به کار در مزرعه علاقه‌مند است.
- دِیوی کیت (کایل لابین): فرزند یکی از بستگان دور ماریلا کاتبرت. او به همراه خواهر دوقلوی خود، دورا، در گرین گیبلز زندگی می‌کند. دیوی پسری تخس و پر جنب و جوش است و اغلب دچار مشکل می‌شود. دوبلهٔ این نقش را مهوش افشاری انجام داده‌است.

دورا کیت (اشلی ماسکرافت و لینزی مورال) :دورا برخلاف برادر خود دِیوی دختر باشعور و فهمیده‌ای است و بعد از عارضه مغزی راشل لیند به مزرعه گل سرخ می‌رود تا هتی کینگ از آنها مراقبت کند.
- ریچل لیند (پاتریشیا همیلتون): از شخصیت‌های مجموعهٔ «آن از گرین‌گیبلز». دوست صمیمی و هم‌خانهٔ بداخلاق ماریلا کاتبرت که در مزرعهٔ گرین گیبلز زندگی می‌کند. او زنی فضول، مهربان و بی‌باک است و با همه رک است. بعد از مرگ ناگهانی ماریلا، به مراقبت از دیوی و دورا کیت در گرین گابلز می‌پردازد؛ اما بعدها دچار عارضهٔ مغزی شده و به همراه بچه‌ها به مزرعهٔ گل سرخ نقل مکان می‌کند. دوبلهٔ این نقش را پروین ملکوتی انجام داده‌است.
- ماریلا کاتبرت (کالین دوهرست): از شخصیت‌های مجموعهٔ «آن از گرین‌گیبلز». زنی مجرد که با دوستش، راشل لیند، در گرین گیبلز زندگی می‌کند. گرچه ماریلا معمولاً احساساتش را بروز نمی‌دهد، ولی دارای قلب رئوف و مهربانی‌ست. او پس از بزرگ کردن آن شرلی، سرپرستی فرزندان یتیم خویشاوند دور خود، دیوی و دورا کیت، را بر عهده می‌گیرد. دوبلهٔ این نقش را مهین بزرگی انجام داده‌است.
- موریل استیسی (مریلین لایتستون): از شخصیت‌های مجموعهٔ «آن از گرین‌گیبلز». معلم سابق آونلی و رقیب شغلی هتی کینگ که ارتقای سمت یافته. روش تدریس او غیر معمول است. خانم استیسی روش تدریس لیبرال (آزادی‌خواه) دارد و تمام دانش‌آموزان او را دوست دارند. او الگوی خوبی برای ایزی است و بعدها با کلایو پتی‌بون ازدواج می‌کند. دوبلهٔ این نقش را پری هاشمی انجام داده‌است.
- گیلبرت بلایت (جاناتان کرامبی): از شخصیت‌های مجموعهٔ «آن از گرین‌گیبلز». همسر آن شرلی.[۷][۸][۹]

## بازیگران

ردیف عقب از چپ به راست: هتی کینگ، جاسپر دیل، اُلیویا کینگ، سارا استنلی، اَلک کینگ، فلیکس کینگ، جنت کینگ، (ردیف جلو): سسیلی کینگ، اِلایزا وارد و فلیسیتی کینگ

| بازیگر                                  | شخصیت          | فصل‌ها           | فصل‌ها           | فصل‌ها           | فصل‌ها           | فصل‌ها           | فصل‌ها           | فصل‌ها           |
| بازیگر                                  | شخصیت          | ۱               | ۲               | ۳               | ۴               | ۵               | ۶               | ۷               |
| --------------------------------------- | -------------- | --------------- | --------------- | --------------- | --------------- | --------------- | --------------- | --------------- |
| سارا پالی                               | سارا استنلی    | اصلی            | اصلی            | اصلی            | اصلی            | دوره‌ای          | مهمان           | مهمان           |
| جکی باروز                               | هتی کینگ       | اصلی            | اصلی            | اصلی            | اصلی            | اصلی            | اصلی            | اصلی            |
| مگ رافمن                                | اولیویا کینگ   | اصلی            | اصلی            | اصلی            | اصلی            | اصلی            | اصلی            | اصلی            |
| جما زامپرونا                            | فلیسیتی کینگ   | اصلی            | اصلی            | اصلی            | اصلی            | اصلی            | دوره‌ای          | دوره‌ای          |
| زکری بنت                                | فلیکس کینگ     | اصلی            | اصلی            | اصلی            | اصلی            | اصلی            | اصلی            | اصلی            |
| سدریک اسمیت                             | اَلِک کینگ       | اصلی            | اصلی            | اصلی            | اصلی            | اصلی            | اصلی            | اصلی            |
| لالی کادو                               | جانت کینگ      | اصلی            | اصلی            | اصلی            | اصلی            | اصلی            | اصلی            | اصلی            |
| هارمونی کرامپ(۵-۱) و مالی اتکینسون(۶،۷) | سیسیلی کینگ    | اصلی            | اصلی            | اصلی            | اصلی            | اصلی            | دوراه‌ای         | اصلی            |
| الوا مای هوور                           | الوایرا لاوسون | اصلی            | اصلی            | اصلی            | اصلی            | دوره‌ای          | Does not appear | Does not appear |
| مایکل ماهونن                            | گاس پایک       | Does not appear | دوره‌ای          | دوره‌ای          | اصلی            | دوره‌ای          | مهمان           | دوره‌ای          |
| رابرت هولمز تامسون                      | جاسپر دیل      | دوره‌ای          | دوره‌ای          | دوره‌ای          | دوره‌ای          | دوره‌ای          | مهمان           | دوره‌ای          |
| پاتریشیا همیلتون                        | ریچل لیند      | دوره‌ای          | دوره‌ای          | دوره‌ای          | دوره‌ای          | دوره‌ای          | دوره‌ای          | دوره‌ای          |
| ماجا آردال                              | کلارا پاتس     | دوره‌ای          | دوره‌ای          | دوره‌ای          | دوره‌ای          | مهمان           | دوره‌ای          | دوره‌ای          |
| الکس فلوید و رایان فلوید                | دنیل کینگ      | Does not appear | Does not appear | دوره‌ای          | دوره‌ای          | دوره‌ای          | دوره‌ای          | دوره‌ای          |
| هِدِر براون                               | ایزی پتیبون    | Does not appear | Does not appear | Does not appear | دوره‌ای          | دوره‌ای          | دوره‌ای          | دوره‌ای          |
| باربارا همیلتون                         | اولالی باگل    | Does not appear | Does not appear | دوره‌ای          | دوره‌ای          | دوره‌ای          | دوره‌ای          | دوره‌ای          |
| کی ترمبلی                               | الیزا وارد     | Does not appear | مهمان           | مهمان           | مهمان           | دوره‌ای          | دوره‌ای          | دوره‌ای          |
| مریلین لایتستون                         | موریل استیسی   | Does not appear | دوره‌ای          | Does not appear | Does not appear | اصلی            | دوره‌ای          | دوره‌ای          |
| جوئل بلک                                | اندرو کینگ     | اصلی            | دوره‌ای          | Does not appear | Does not appear | Does not appear | Does not appear | Does not appear |
| راجر دان                                | برت پاتس       | Does not appear | Does not appear | دوره‌ای          | دوره‌ای          | دوره‌ای          | Does not appear | دوره‌ای          |
| دیوید فاکس                              | کلایو پتیبون   | Does not appear | Does not appear | Does not appear | دوره‌ای          | دوره‌ای          | دوره‌ای          | دوره‌ای          |
| کایل لابین                              | دیوی کیت       | Does not appear | مهمان           | مهمان           | Does not appear | دوره‌ای          | دوره‌ای          | دوره‌ای          |
| اشلی ماسکرافت(۲،۳) و لیندزی مورال(۷-۵)  | دورا کیت       | Does not appear | مهمان           | مهمان           | Does not appear | دوره‌ای          | دوره‌ای          | دوره‌ای          |
| جان فریسن                               | آرچی گیلیس     | Does not appear | مهمان           | دوره‌ای          | دوره‌ای          | دوره‌ای          | مهمان           | دوره‌ای          |
| تارا مایر                               | سالی پاتس      | دوره‌ای          | مهمان           | دوره‌ای          | دوره‌ای          | Does not appear | مهمان           | Does not appear |
| میکلوس پرلوس                            | پیتر کریگ      | دوره‌ای          | دوره‌ای          | مهمان           | Does not appear | Does not appear | Does not appear | Does not appear |

### بازیگران مهمان
- رایان گاسلینگ
- کریستوفر ریو
- فی داناوی
- تریت ویلیامز
- دایان ویست
- بروس گرینوود
- یوجین لوی
- مگ تیلی